# أغابوس
أغابوس هو واحد من المسيحيين الأوائل الذين ورد ذكرهم في العهد الجديد في سفر أعمال الرسل وعرف بأنه نبي. أصل الاسم «أغابوس» هو يوناني ومعناه «المحبوب».
كان أغابوس مقيم في أورشليم في زمن الكنيسة الأولى ومن ثم انتقل إلى أنطاكية حيث تنبأ هناك بحدوث مجاعة، وبحسب (أعمال 11: 28) فقد تحققت نبوته في أيام الإمبراطور الروماني كلوديوس قيصر (تاريخ محتمل عام 45 م). وفي (أعمال 21: 10 و11) جاء أغابوس من اليهودية إلى قيصرية ليلتقي ببولس الرسول حوالي عام 58 م، وقام بربط يديه ورجليه بمنطقة بولس وأعلن بأن مالك هذه المنطقة أي بولس سوف يعتقل ويقيد هكذا في أورشليم.
بحسب التقليد الكنسي فأن أغابوس كان واحدا من رسل المسيح السبعين. ويعتقد بأنه قتل في سبيل معتقده في أنطاكية. تعتبره معظم الكنائس المسيحية قديساً وتعيد له الكنيسة الكاثوليكية في 13 شباط/فبراير والكنائس الشرقية في 8 آذار/مارس.